# Laila Bjurling
Laila Elisabet Bjurling, född Olsson 29 juni 1947 i Ärla församling i Södermanlands län, är en svensk politiker (socialdemokrat), som var riksdagsledamot 1994–2010 (ersättare 1994–1995, ordinarie ledamot 1995–2010). Hon var ledamot i Arbetsmarknadsutskottet och suppleant i Skatteutskottet. Bjurling var invald för valkretsen Södermanlands län. Hon har varit daghemsföreståndare. Hon var verksam i kommunpolitiken i Eskilstuna kommun från 1979 och i Södermanlands läns landsting från 1988. Hon är ordförande för S-kvinnor i Södermanland.